# Simone Muratore
Simone Muratore (ur. 30 maja 1998 w Cuneo) – włoski piłkarz, grający na pozycji pomocnika.

## Kariera piłkarska

### Kariera klubowa
Wychowanek klubów Saluzzo i Juventus, w barwach którego 26 czerwca 2020 rozpoczął karierę piłkarską. Wcześniej grał w drużynie U23. 1 września 2020 przeszedł do Atalanty. 3 września 2020 został wypożyczony do Reggiany

### Kariera reprezentacyjna
W latach 2013–2016 występował w juniorskiej reprezentacjach Włoch różnych kategorii wiekowych. Od 2020 broni barw młodzieżówki.

## Sukcesy i odznaczenia

### Sukcesy klubowe
Juventus
- mistrz Włoch: 2019/20
- zdobywca Pucharu Serie C: 2019/20